# Shu-Durul
Šu-Durul o Shu-Durul fue el último rey del Imperio acadio, gobernando durante 15 años, según la Lista Real Sumeria. Sucedió a su padre, Dudu. Algunos artefactos, como sellos cilíndricos, atestiguan que gobernó sobre un territorio acadio fuertemente reducido, que incluía a Kiš, Tutub, y Ešnunna. El río Diyala llevaba el nombre de "Shu-durul" en este tiempo.
La Lista Real afirma que Acad fue conquistado, y la hegemonía volvió a Uruk. Da también seis nombres de la dinastía de Uruk IV, aunque ninguno de ellos ha sido confirmado por la arqueología. El colapso del imperio acadio, se atribuye directamente a los guti, tribu procedente de los montes Zagros, que establecieron su propio gobierno, aunque algunas ciudades del sur, como Uruk, Ur y Lagaš se declararon independientes.